# Armando Maugini
Armando Maugini (Messine, 1er mai 1889 - Florence, 1975) est un agronome et tropicaliste italien. Il a organisé et dirigé l'Istituto agricolo coloniale italiano, maintenant appelé Istituto agronomico per l'oltremare de Florence et l'a dirigé pendant quarante ans,

## Biographie
Après avoir vécu plusieurs ans en Libye, où il était chargé des preuves agronomiques et d’activités d’extension, Armando Maugini s'est installé à Florence où il organisa le laboratoire de l’Institut, duquel il fut nommé directeur en 1924. Il dirigea cette institution au long de l’expansion coloniale italienne, jusqu’à la Deuxième Guerre mondiale et à sa restructuration, après la perte des Colonies 1953. En 1964 son collaborateur et ami Ferdinando Bigi le substitua, pour rester de directeur de l’Institut jusqu’à 1968.
Armando Maugini dirigea le magazine L'agricoltura coloniale - plus tard nommée Rivista di agricoltura tropicale e subtropicale - et publia plusieurs livres et centaines d’articles sur les régions, sociétés et économies tropicales. Il renforça les compétences techniques et les moyens matériels de l’Institut et établit des collaborations avec spécialistes et institutions scientifiques et techniques du monde entier. Personnalité réservée et décidée, il poursuivit ses décisions avec la finesse et l’amabilité du gentilhomme de campagne. Il se gagna le respect des collègues et des autorités sur le champ et la confiance des agriculteurs et de la communauté scientifique et académique avec ses idées et résultats.
Agronome pratique avec des compétences en agroéconomie, au commencement de sa carrière professionnelle il travailla il fut directeur des « Services agricoles » de la colonie Cyrénaïque, étudia la flore et les traditions agricoles des sociétés indigènes. Une fois rentré en Italie, il organisa l’exploration et l’analyse des ressources naturelles et des produits agricoles des régions tropicales  et sémi-tropicales, en appuyant les initiatives publiques et privées de colonisation agricole en Afrique et dans les îles du Dodécanèse, entre les deux guerres mondiales, et plus tard l’émigration des agriculteurs italiens vers l’Amérique latine. Sa connaissance directe de l’environnement et des dynamiques humaines africaines résulta dans une efficace œuvre de valorisation de la culture et de la technique ethniques et traditionnels et dans l’intégration des dynamiques indigènes au sein de l’économie d’enclave des plantations, dans une optique alternative à l’établissement des agriculteurs métropolitaines.
Son hérédité professionnelle comprend un vaste archive et la documentation photographique sur la présence et le travail des Italiens en Afrique, dans les îles de la Méditerranée orientale et en Amérique latine et sur le milieu et l’agriculture des régions tropicales, qui sont gardés au Centre de documentation et  dans l’Archive photographique de l’Istituto agronomico per l'oltremare.